# Авогадрит
Авогадри́т — минерал класса галогенидов.
Впервые был обнаружен итальянским минералогом Ферруччо Замбонини в 1926 году и получил своё название по имени итальянского учёного Амедео Авогадро. Представляет собой тетрафтороборат калия KBF4, в котором калий частично изоморфно замещён цезием. Состав минерала непостоянен. Содержание CsBF4 иногда достигает 20 %, но обычно составляет 9—10 %.
Очень редок. Встречается только как продукт сублимации вокруг вулканических фумарол.